# Zygogynum semecarpoides
Zygogynum semecarpoides är en tvåhjärtbladig växtart som först beskrevs av Ferdinand von Mueller, och fick sitt nu gällande namn av W. Vink. Zygogynum semecarpoides ingår i släktet Zygogynum och familjen Winteraceae. Utöver nominatformen finns också underarten Z. s. whiteanum.